# Awkwafina
Pour les articles homonymes, voir Lum.
Nora Lum, dite Awkwafina, née le 2 juin 1988 à New York, est une actrice, rappeuse et animatrice de télévision américaine.

## Biographie

### Jeunesse
Née d'un père sino-américain de première génération et d'une mère sud-coréenne immigrée,, Nora Lum grandit à Forest Hills, dans le quartier du Queens, à New York. Sa mère meurt lorsqu'elle est âgée de 4 ans. Fille unique, elle se décrit comme « souvent très seule », et très proche de sa grand-mère. À 11 ans, elle commence à lire des ouvrages de Charles Bukowski.
Elle étudie à la LaGuardia High School où elle joue de la trompette et apprend à jouer du jazz et de la musique classique. Elle adopte le nom de Awkwafina, puis commence à rapper et à composer sur GarageBand à 17 ans. Entre 2006 et 2008, Lum étudie à l'université des langues et des cultures de Pékin, en Chine, où elle apprend le mandarin.

### Carrière
Son album solo Yellow Ranger est publié le 11 février 2014. L'EP contient plusieurs de ses chansons auparavant publiées sur YouTube, comme Yellow Ranger, Queef, NYC Bitche$, et Mayor Bloomberg (Giant Margarita). Awkwafina participe au Festival Supreme le 25 octobre.
Elle animait un petit talk-show intitulé Tawk sur le service de streaming go90, qui fait notamment participer des rappeurs comme kitty, Jean Grae, Hasan Minhaj, et Asa Akira. En 2014, Awkwafina participe à la troisième saison de Girl Code. En 2015, elle participe au documentaire Bad Rap qui parle des rappeurs asiatiques,,. En 2016, elle participe au film Neighbors 2: Sorority Rising et film comique indépendant Dude,.

## Influences
Lum explique notamment s'inspirer de Charles Bukowski, Anaïs Nin, Joan Didion, Tom Waits, et Chet Baker.

## Discographie
- 2014 : Yellow Ranger

## Filmographie
Sauf indication contraire, les informations mentionnées dans cette section peuvent être confirmées par la base de données cinématographiques IMDb,  présente dans la section « Liens externes ».

### Cinéma

#### Années 2010
- 2015 : Bad Rap (documentaire) de Salima Koroma : elle-même
- 2015 : Nos pires voisins 2 (Neighbors) de Nicholas Stoller : Christine
- 2016 : Cigognes et compagnie (Storks) de Nicholas Stoller et Doug Sweatland : Quail (voix)
- 2018 : Les Potes (Dude) d'Olivia Milch : Rebecca
- 2018 : Paradise Hills d'Alice Waddington : Yu
- 2018 : Ocean's 8 de Gary Ross : Constance
- 2018 : Crazy Rich Asians de Jon Chu : Goh Peik Lin
- 2019 : L'Adieu (The Farewell) de Lulu Wang : Billi
- 2019 : Jumanji: Next Level de Jake Kasdan : Ming Fleetfoot, l’avatar de Spencer et d’Eddie

#### Années 2020
- 2021 : Shang-Chi et la Légende des Dix Anneaux (Shang-Chi and the Legend of the Ten Rings) de Destin Daniel Cretton : Katy
- 2021 : Raya et le Dernier Dragon (Raya and the last Dragon) de Don Hall et Carlos López Estrada : Sisu (voix)
- 2021 : Breaking News in Yuba County de Tate Taylor : Mina
- 2021 : Swan Song de Benjamin Cleary : Kate Duplicate
- 2022 : Les Bad Guys (The Bad Guys) de Pierre Perifel : Mlle Tarentule (voix)
- 2023 : La Petite Sirène (The Little Mermaid) de Rob Marshall : Eurêka (voix)
- 2023 : Renfield de Chris McKay : Rebecca Quincy
- 2023 : Quiz Lady de Jessica Yu : Anne
- 2023 : Migration de Benjamin Renner et Guylo Homsy : la cheffe de gang des pigeons de New York (voix)
- 2024 : Kung Fu Panda 4 de Mike Mitchell et Stéphanie Stine : Zhen (voix)
- 2024 : Blue et Compagnie (IF) de John Krasinski : Octocat (voix)
- 2024 : Jackpot de Paul Feig : Katie
- 2025 : Les Bad Guys 2 (The Bad Guys 2) de Pierre Perifel : Mlle Tarentule (voix)
- prochainement : The Man with the Bag d'Adam Shankman

### Sériestélévisées
- 2014 : Girl Code (6 épisodes)
- 2015 : Girl Code Live - animatrice
- 2017 : Future Man : Vendeuse magasin de jeux vidéos (3 épisodes)
- 2018 : Saturday Night Live : elle-même (présentatrice)
- depuis 2020 : Awkwafina Is Nora from Queens (en) : Nora Lin (co-créatrice, scénariste, productrice exécutive)
- 2022 : The Boys présentent : Les Diaboliques : Sky / Areola (voix, saison 1 épisode 5)
- 2025 : Black Mirror : Kimmy (saison 7 épisode 3)

## Distinctions
- Golden Globes 2020 : meilleure actrice dans un film musical ou une comédie pour L'Adieu (The Farewell)